# Episodi di Nip/Tuck (quarta stagione)
La quarta stagione di Nip/Tuck negli Stati Uniti è stata trasmessa dal 5 settembre al 12 dicembre 2006 su FX Networks.
In Italia è andata in onda dal 19 gennaio al 20 aprile 2007 su Italia 1.
L'antagonista principale della stagione è James LeBeau
| nº | Titolo               | Prima TV USA      | Prima TV Italia  |
| -- | -------------------- | ----------------- | ---------------- |
| 1  | Cindy Plumb          | 5 settembre 2006  | 19 gennaio 2007  |
| 2  | Blu Mondae           | 12 settembre 2006 | 26 gennaio 2007  |
| 3  | Monica Wilder        | 19 settembre 2006 | 2 febbraio 2007  |
| 4  | Shari Noble          | 26 settembre 2006 | 9 febbraio 2007  |
| 5  | Dawn Budge           | 3 ottobre 2006    | 16 febbraio 2007 |
| 6  | Faith Wolper, PhD    | 10 ottobre 2006   | 23 febbraio 2007 |
| 7  | Burt Landau          | 17 ottobre 2006   | 2 marzo 2007     |
| 8  | Conor McNamara       | 24 ottobre 2006   | 9 marzo 2007     |
| 9  | Liz Cruz             | 31 ottobre 2006   | 16 marzo 2007    |
| 10 | Merrill Bobolit      | 7 novembre 2006   | 23 marzo 2007    |
| 11 | Conor McNamara, 2026 | 14 novembre 2006  | 30 marzo 2007    |
| 12 | Diana Lubey          | 21 novembre 2006  | 6 aprile 2007    |
| 13 | Reefer               | 28 novembre 2006  | 13 aprile 2007   |
| 14 | Willy Ward           | 5 dicembre 2006   | 20 aprile 2007   |
| 15 | Gala Gallardo        | 12 dicembre 2006  | 20 aprile 2007   |